# Luneburgo
Luneburgo (in tedesco Lüneburg, in basso tedesco Lümborg) è una città di 73 581 abitanti (al 31 dicembre 2011) della Bassa Sassonia, in Germania. È il capoluogo e il centro maggiore del circondario (Landkreis) omonimo (targa LG).
Luneburgo si fregia dei titoli di "città anseatica" (Hansestadt) e "Grande città indipendente" (Große selbständige Stadt).

## Geografia
Luneburgo si trova nella conca bassa del fiume Ilmenau, a 30 km da dove questo fiume si immette nell'Elba. Al sud della città si estendono i 7400 km² della Landa di Luneburgo, da questa zona si estraevano grandi risorse lignee e grandi quantità di sale, materiale particolarmente importante per le esportazioni della città nei secoli passati.
All'estremo ovest della città si estende una piccola collina conosciuta come Kalkberg.

## Storia

### Età antica
I primi segni della presenza umana nella zona di Luneburgo risalgono all'epoca dell'Uomo di Neanderthal: 56 asce, di età stimata a 150 000 anni. Quasi certamente, però, l'area non era abitata in modo continuativo a quell'epoca, a causa delle varie glaciazioni che si sono protratte per millenni. Il primo indizio di una cultura agricola permanente e stanziale nella zona è stato trovato non lontano dal luogo del ritrovamento del Neanderthal nel fiume Ilmenau.
Fin dall'Età del Bronzo, la collina di Luneburgo nota come Zeltberg nasconde tutta una serie di tombe preistoriche e del primo periodo storico, che furono deposte dagli abitanti della zona dell'attuale città di Luneburgo.
Successivamente vale la pena menzionare anche il ritrovamenti di tombe longobarde, risalenti ai primi secoli dopo Cristo.
L'antica città potrebbe essere quella identificata come Leufana o Leuphana (in greco: Λευφάνα), una città elencata in Tolomeo nel nord della Germania a ovest dell'Elba.

### Medioevo
Luneburgo viene menzionata per la prima volta nei documenti medievali in un atto firmato il 13 agosto 956, in cui Ottone I, imperatore del Sacro Romano Impero, concedeva "l'imposta di Lüneburg al monastero ivi costruito in onore di San Michele". Un riferimento più antico al luogo, negli annali dell'impero carolingio del 795, con riferimento ad un luogo fortificato, probabilmente il castello sul Kalkberg, che fu sede dei nobili Billunghi dal 951.
Intorno al 1235 emerse il Ducato di Brunswick-Lüneburg, governato da una famiglia le cui linee aristocratiche si sono ripetutamente divise e riunite. Gli stati minori che continuavano a riapparire e che avevano il rango di principati, di solito prendevano il nome dalla località in cui si trovava la sede ducale. Così, nel 1267 fu creato per la prima volta il Principato di Luneburgo, con Luneburgo come sede della residenza reale. Nel 1371, in seguito alla guerra di successione di Luneburgo, i cittadini ribelli cacciarono i principi dalla città. Il trattato di pace del 1392 accolse la loro richiesta di diventare una città libera imperiale, uno status che riuscirono a difendere fino al 1637. Il denaro rimase in città, permettendo la costruzione di belle case e chiese.
Durante il Medioevo, Luneburgo era una città la cui economia si basava principalmente sul commercio del sale con le altre città limitrofe, seguendo la conosciuta come "Rotta del sale" che si estendeva tra Lauenburg e Lubecca, per poi entrare nelle rotti commerciali marittime del Mar Baltico. Grazie a questo commercio, la città riuscì ad entrare nella Lega Anseatica.

### Epoca moderna
La città divenne ducato nel 1235 per poi essere annessa da Hannover nel 1692. Durante l'occupazione napoleonica, dal 1807 al 1810, la città fu annessa al regno di Westfalia prima di essere incorporata alla Francia fino al 1814, anno in cui tornò a far parte di Hannover.
Nella Seconda Guerra Mondiale si distrusse il 2,4% della città. Il 4 maggio del 1945 si firmò la Convenzione di Luneburgo, attraverso la quale le truppe tedesche stazionate in Westfalia, Danimarca e Paesi Bassi rimanevano agli ordini del maresciallo di campo Montgomery, prima della capitolazione dell'8 maggio 1945.
In questa città il 23 maggio 1945 l'ex capo delle SS Heinrich Himmler si suicidò ingerendo una capsula di cianuro.

## Monumenti e luoghi d'interesse

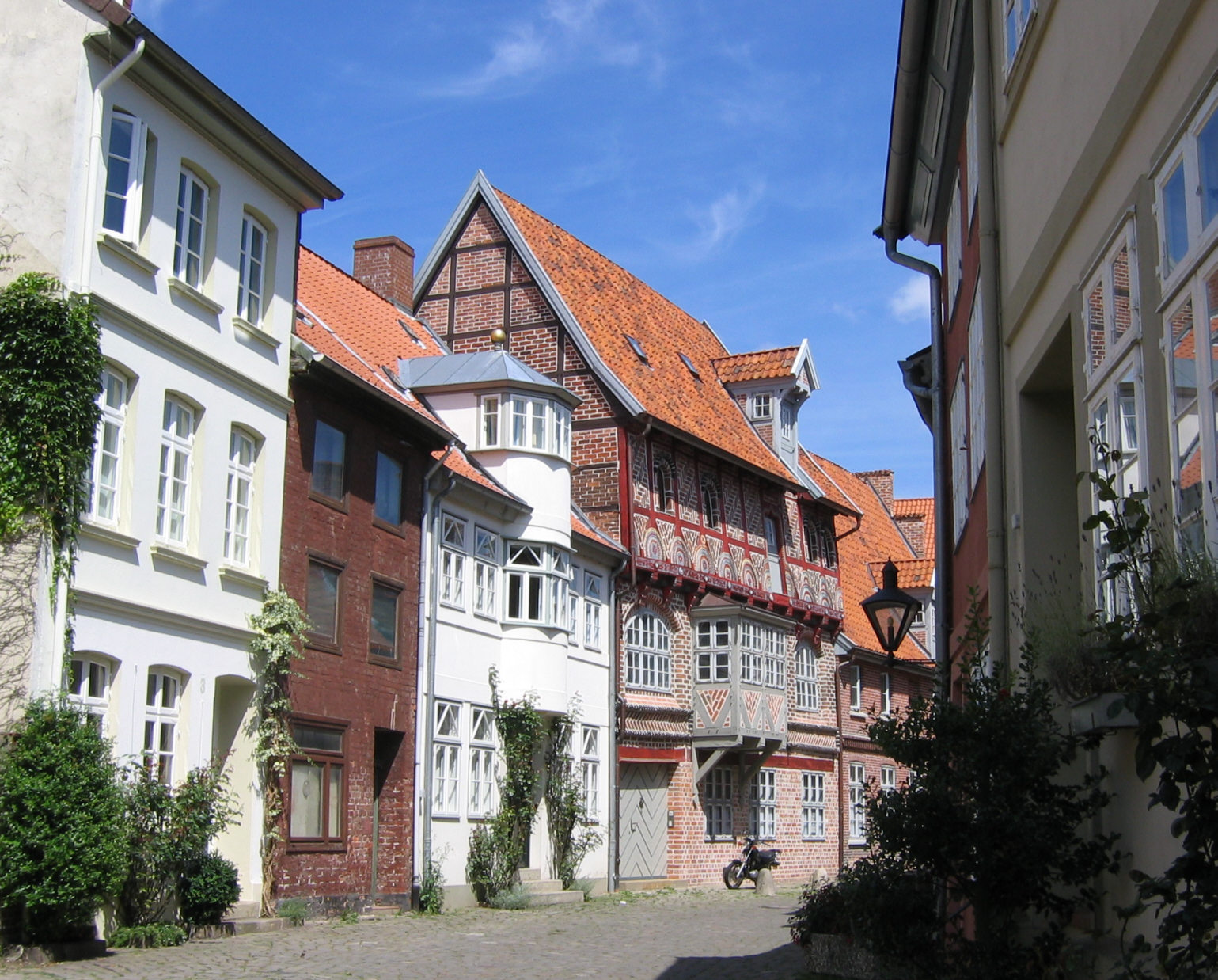
Veduta del centro storico

- Am Sande è la piazza principale della città, circondata da palazzi in cotto dai ricchi frontoni ora gotici ora barocchi.
- Il Municipio è un vasto edificio realizzato in più epoche. Per lo più d'aspetto gotico, presenta una facciata barocca del 1720.
- La chiesa di San Giovanni è un grande edificio gotico costruito fra il 1289 e il 1308. La torre, con i suoi 108,71 metri è fra le più alte torri d'Europa. All'interno è conservato un grandioso organo.
- La chiesa di San Nicola venne eretta fra il 1420 e il 1440 secondo i canoni del gotico baltico. La navata centrale presenta mirabili volte a stella a otto punte.
- Museo tedesco del sale è dedicato alla storia millenaria dello sfruttamento del sale nella città di Luneburgo.

## Infrastrutture e trasporti
Lüneburg forma parte della compagnia di trasporti Hamburger Verkehrsverbund. In totale ci sono 11 linee di autobus nella zona urbana della città.
La città ha una stazione ferroviaria principale nel centro della città: la più piccola di tutta la zona di Bardowick. Dalla città è facile accedere attraverso connessione ferroviaria alle città di Amburgo, Hannover, Lubecca, Launenburg, Uelzen e Winsen.

## Educazione
La città è sede dell'Università Leuphana di Lüneburg (anteriormente conosciuta come Universität Lüneburg). Ci sono 14 scuole secondarie nella città: 5 Gymnasien, 4 Realschulen e 5 Hauptschulen.

## Sport
- Calcio: FC Hansa Lüneburg (ex Lüneburger SK), MTV Lüneburg e Eintracht Lüneburg.
- Pallacanestro: MTV Treubund Lüneburg.
- Hockey su ghiaccio: Abendorfer CE.
- Pallamano: HSG Lüneburg.
- Volleyball: SVG Lüneburg.
- Baseball: Woodlarks Lüneburg.
- Football Americano: Lüneburg Jayhawks.

## Curiosità
- Luneburgo ha il secondo più alto rapporto di pub per metro quadrato e per abitante in Europa dopo Madrid e il più alto rapporto di pub per abitante in Germania.
- Gli edifici del centro di Luneburgo sono sopravvissuti dal XVI secolo, evitando la distruzione anche durante la seconda guerra mondiale. Il quartiere centrale è in buono stato di conservazione e offre un insieme omogeneo di edifici antichi che attrae molto turismo in città.
- Il quartiere più popolato (8 000 abitanti) è Kaltenmoor, caratterizzato da un'alta percentuale di immigrati.
- La città ha una grande reputazione come scenario istituzionalizzato di graffitismo.
- Il 23 maggio del 1945, il criminale di guerra nazista Heinrich Himmler si suicidò a Luneburgo, dopo essere stato catturato dall'esercito britannico, ingerendo una capsula di cianuro prima dell'inizio del suo interrogatorio. Il suo corpo è sepolto in una foresta vicina, in un luogo segreto.
- È del 1993 il romanzo La variante di Lüneburg di Paolo Maurensig, ambientato nella seconda guerra mondiale, con riferimento a una sfida a scacchi fra un ebreo internato e ufficiale nazista.[2]

## Galleria d'immagini

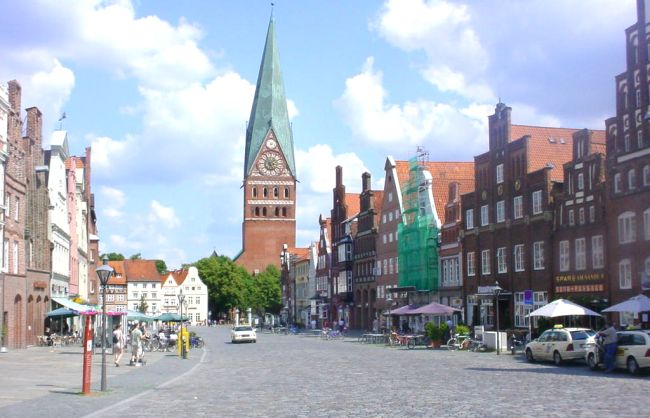
Veduta panoramica Am Sande
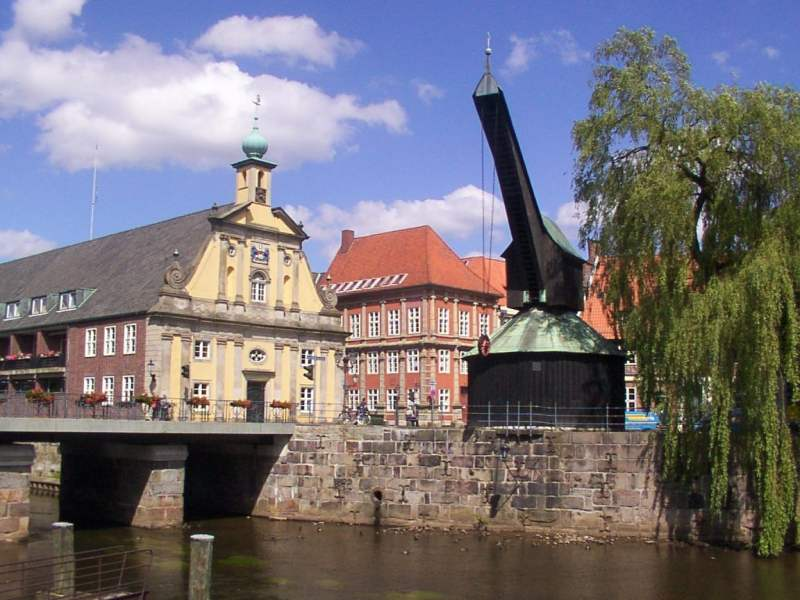
Antica gru nel porto anseatico di Luneburgo
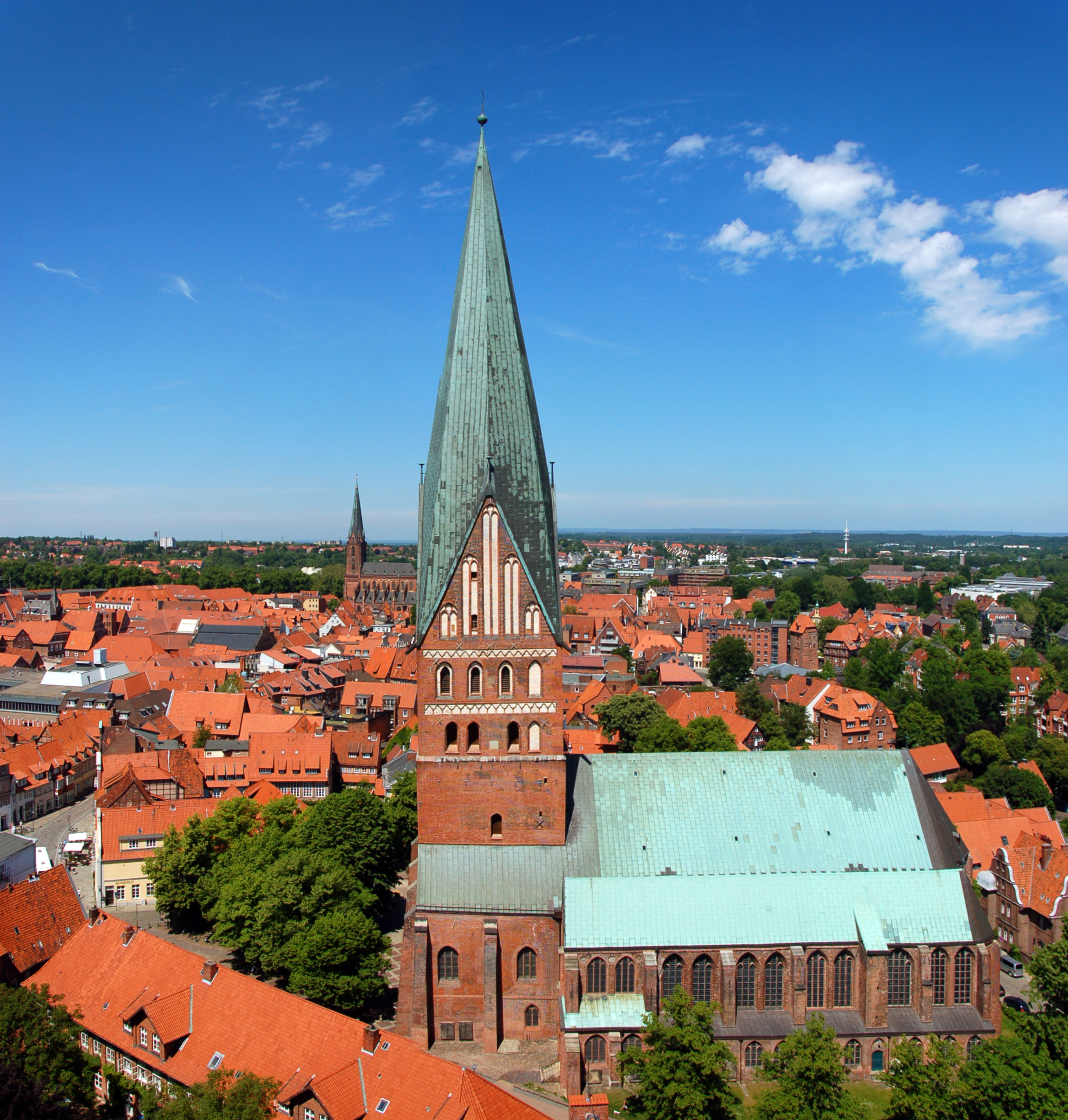
Chiesa di San Giovanni
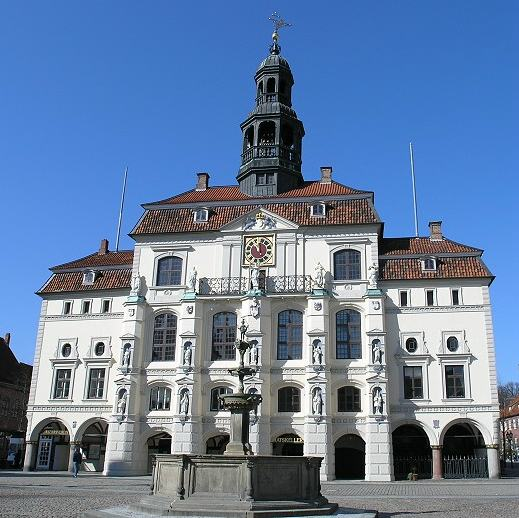
Municipio di Luneburgo
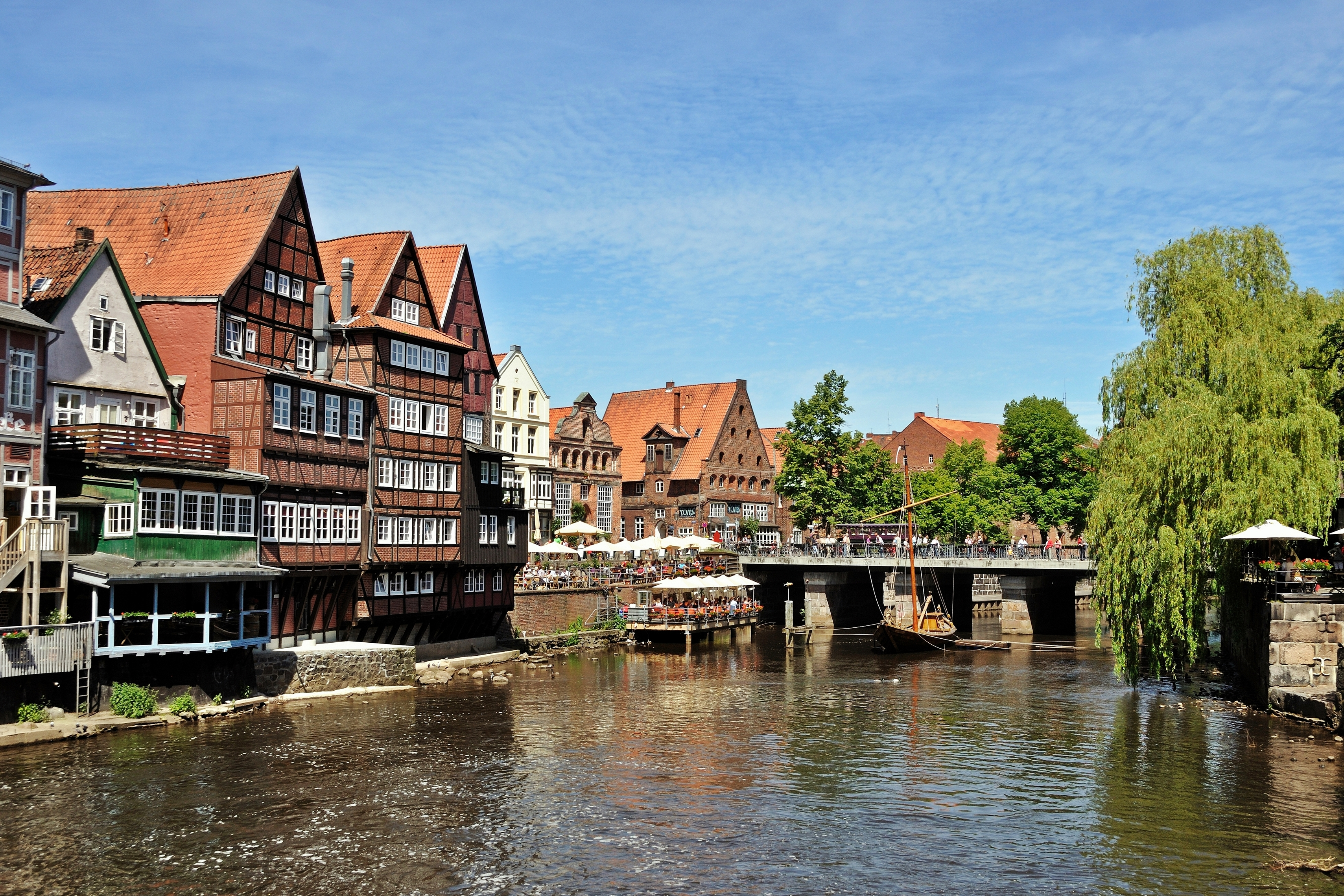
Porto fluviale

## Amministrazione

### Gemellaggi
- Scunthorpe, dal 1960
- Naruto, dal 1974
- Clamart, dal 1975
- Ivrea, dal 1988
- Viborg, dal 1992
- Tartu, dal 1993